# Estatuto da Pessoa com Deficiência (Brasil)
O Estatuto da Pessoa com Deficiência é a denominação da Lei Brasileira de Inclusão da Pessoa com Deficiência, Lei Nacional nº 13.146, de 6 de julho de 2015. Esta lei em vigor no Brasil garante os direitos das pessoas com deficiência e impõe as penalidades a quem infringir a lei.
- "Art. 1o  É instituída a Lei Brasileira de Inclusão da Pessoa com Deficiência (Estatuto da Pessoa com Deficiência), destinada a assegurar e a promover, em condições de igualdade, o exercício dos direitos e das liberdades fundamentais por pessoa com deficiência, visando à sua inclusão social e cidadania."

- "Art. 2o  Considera-se pessoa com deficiência aquela que tem impedimento de longo prazo de natureza física, mental, intelectual ou sensorial, o qual, em interação com uma ou mais barreiras, pode obstruir sua participação plena e efetiva na sociedade em igualdade de condições com as demais pessoas."

## História
Foi apresentado no Senado Federal do Brasil em 2003, como Projeto de Lei do Senado nº 6/2003, de autoria do senador Paulo Paim. Foi aprovada e encaminhada à Câmara dos Deputados.
Na Câmara dos Deputados do Brasil, recebeu a denominação Projeto de Lei nº 7699/2006. Foi apresentado ao plenário em 21/12/2006. Em 05/03/2015 foi debatido no plenário, emendado, e foi aprovada a redação final. Retornou, então, ao Senado.
Foi sancionada pela então presidente Dilma Rousseff, no dia 6 de julho de 2015 e publicada no Diário Oficial da União na edição de 7 de julho de 2015.

## Competência legal
O diploma legal compete assegurar e a promover, em condições de igualdade, o exercício dos direitos e das liberdades fundamentais por pessoa com deficiência, visando à sua inclusão social e cidadania. Sua base no direito internacional público vem da Convenção sobre os Direitos das Pessoas com Deficiência e seu Protocolo Facultativo e no § 3º do art. 5º da Constituição da República Federativa do Brasil.